# E-Rotic
E-Rotic är en schweizisk-tysk eurodance-grupp skapad av David Brandes. Gruppen gör melodiös musik med tydliga och poppiga refränger. Den har även gjort en coverskiva på Abba. Gruppen är känd för sitt användande av sexuella ämnen och syftningar i sin musik, och deras musikvideor är ofta tecknade med sexuella visualiseringar. Gruppen hade under 1995 och 1996 tre låtar på Trackslistan.
Sångerska är Lyane Leigh och hon anlitades ofta av David Brandes för hans olika eurodance-projekt. Davids grupp Missing Heart har exakt samma uppsättning av medlemmar som E-Rotic men har inte samma sexuella tema i sina texter. E-Rotic och Missing Heart har även haft stora framgångar i Japan där flera singlar och album släppts vilka aldrig getts ut i Europa.

## Diskografi
Album
- Sex Affairs (1995)
- The Power Of Sex (1996)
- Sexual Madness (1997)
- Thank You For The Music (1997)
- Greatest Tits (1998)
- Kiss Me (1999) (Endast Japan)
- Mambo No. Sex (2000)
- Gimme Gimme Gimme (2000) (Endast Japan)
- Missing You (2000)
- Dancemania presents E-Rotic Megamix  (2000)
- Sexual Healing (2001)
- The Very Best Of E-Rotic (2001) (Endast Japan)
- Sex Generation  (2001)
- Eurospeed E-rotic Megamix (Osläppt) (2001)
- The Collection  (2002) (Endast Japan)
- Total Recall (2003)
- Cocktail E-Rotic (2003)

Singlar
- "Max Don't Have Sex With Your Ex" (1994)
- "Fred Come To Bed" (1994)
- "Sex On The Phone" (1994)
- "Willy Use A Billy ... Boy" (1995)
- "Help Me Dr. Dick" (1996)
- "Fritz Love My Tits" (1996)
- "Gimme Good Sex" (1996)
- "The Winner Takes It All" (1997)
- "Thank You For The Music" (1997)
- "Turn Me On" (1997) (Endast Japan)
- "Baby Please Me" (1998) (Endast Japan)
- "Die geilste Single der Welt" (1998)
- "Oh Nick Please Not So Quick" (1999) (Endast Japan)
- "Kiss Me" (1999)
- "Mambo No. Sex" (1999)
- "Gimme Gimme Gimme" (2000) (Endast Japan)
- "Queen Of Light" (2000)
- "Don't Make Me Wet" (2000)
- "Fritz komm und spritz" (2000)
- "Billy Jive (With Billy's Wife)" (2001) (Endast Japan)
- "King Kong" (2001)
- "Max Don't Have Sex With Your Ex 2003" (2003)
- "Video Starlet" (2016)
- "Mr. Mister" (2018)
- "Max Don't Have Sex With Your Ex (Reboot 21)" (2020)